# Lara Cvjetko
Lara Cvjetko (ur. 1 września 2001) – chorwacka judoczka. 
Wicemistrzyni świata w 2022 i 2025; uczestniczka zawodów w 2021, 2023 i 2024. Startowała w Pucharze Świata w 2021, 2022 i 2023. Brązowa medalistka mistrzostw Europy w 2024 i 2025; piąta w 2021. Piąta na igrzyskach śródziemnomorskich w 2022. Wicemistrzyni świata juniorek w 2021. Pierwsza na mistrzostwach kraju w 2025; trzecia w 2018 i 2019 roku.